# Isypowce
Isypowce (ukr. Висипівці, Wysypiwci) – wieś na Ukrainie, w  obwodzie tarnopolskim, w rejonie tarnopolskim.
Do 2020 w rejonie zborowskim.